# Трайко Симеонов
Трайко Симеонов (настоящие имя и фамилия — Трифон Стоянов Симеонов) (9 июля 1886, Шумен — 18 мая 1965, София) — болгарский детский поэт, писатель, переводчик, редактор, педагог. Основатель пролетарской поэзии для детей и юношества в Болгарии.

## Биография
Родился в семье бедного ремесленника. Его старший брат, Симеон Симеонов был социалистом, участником сентябрьского восстания 1923 года, после подавления которого бежал в Советский Союз, до своей смерти работал преподавателем в болгарской школе в Харькове.
Т. Симеонов в 1906 окончил педагогическое училище в городе Шумен. Затем более 30-ти лет учительствовал с сëлах и городах Болгарии. За свои политические убеждения в 1925 был уволен со службы. Затем восстановился на работе и до 1934 года продолжал педагогическую деятельность.

## Творчество
Автор целого ряда детских стихов, рассказов, сказок, песен и переводов с русского произведений для детей. Его дебют состоялся в 1907 в журнале «Соловей», где было напечатано его стихотворение «Каток».
Сотрудничал со многими печатными изданиями для детей: «Теменужка» (1912), «Детски свят» (1924—1925), «Детска градина» (1926), «Поточе» (1927—1934) и вестника «Въздържателче» (1933—1936).
Редактировал первый детский журнал Народной Республики Болгария — «Другарче» и «Светлина».
С 1934 года посвятил себя детской литературе, писал произведения для оперетты и театра для детей.

## Избранные произведения
- Золотая девушка (1918, 1923),
- Золотые облака (1926),
- Народные загадки (1926),
- Кто кого боится (1935),
- Горные фиалки (1937),
- Дед и внук (1939),
- Дождевые капли (1948),
- Майские песни (1956),
- Алые искры (1961),
- Друс, друс, конче (1962),
- Заенце-Баенце (1963),
- На перекате (1986),
- Поток(1990) и др.

Составитель книги «Народные загадки и шарады» (1950).
Автор текстов для нескольких оперетт.